# Sharp Corporation
Sharp Corporation (tiếng Nhật: シャープ株式会社, Shāpu Kabushiki-gaisha)(TYO: 6753 ) là một tập đoàn sản xuất điện tử của Nhật Bản, thành lập năm 1912. Tên của hãng được lấy từ tên một trong những phát minh đầu tiên của người sáng lập ra hãng, đó là chiếc bút máy đầu tiên của Sharp, được phát minh bởi Hayakawa Tokuji (早川 徳次) năm 1915. Từ đó, Sharp đã vươn lên trở thành một trong những công ty điện tử hàng đầu thế giới. Sharp là một trong 20 nhà sản xuất chất bán dẫn hàng đầu thế giới và nằm trong danh sách 100 công ty chi tiêu nhiều nhất cho nghiên cứu và phát triển theo tạp chí IEEE Spectrum. Sharp giành được sự chú ý nhiều tại Anh khi là nhà tài trợ cho câu lạc bộ bóng đá Manchester United F.C. từ năm 1982 tới 2000, một giai đoạn thành công của câu lạc bộ này.
Năm 2016, Sharp bán lại công ty cho Foxconn (Đài Loan) với mức giá 5,8 tỉ USD. Với việc mua lại Sharp, Foxconn tiếp quản khoảng 48.000 nhân viên của Sharp, cũng như những công nghệ sản xuất màn hình LCD mà Sharp đang nắm giữ. Sau nhiều năm vật lộn với nợ nần và thua lỗ, Sharp phải lựa chọn giữa 2 phương án giải cứu: Một từ quỹ đầu tư quốc gia INCJ với kế hoạch tái cấu trúc bằng cách tách riêng nhiều mảng kinh doanh. Hai là đề xuất từ Foxconn, Sharp không mất mảng nào, nhưng sẽ có công ty mẹ ở nước ngoài.
Thương vụ này mang nhiều ý nghĩa cho Foxconn, khi hãng tiếp tục mở rộng phạm vi ảnh hưởng của mình đến nhiều nhà sản xuất khác.